# San Esteban
San Esteban – miasto w Chile, w regionie Valparaíso, w prowincji Los Andes.